# プレミアムビール
プレミアムビールは、原料や醸造方法にある種のこだわりを持たせた高級志向のビールや、それが属するカテゴリーのことである。一般的には、大手ビール会社が醸造する定番商品に対して、価格が高く設定された高級志向の商品を指すが、プレミアムビールの明確な定義は存在しない。

## 概要
酒類メーカーの商品構成や酒類市場において、ビールの中で通常商品（レギュラービール）に対して、より高品質で嗜好性が強い高級志向のビールがプレミアムビールと分類されている。ただし、その条件は多様で前述の通り明確な定義となるものは存在していない。条件として、高価な実売価格、原材料の吟味、手が込んだ製法や工程、限定性など、各種付加価値を向上させていることが挙げられる。大手メーカーが供給する商品以外にも、ビール職人が原料などにこだわって醸造した地ビールもプレミアムビールの一種とされている。
世界でも、メーカー・市場において高級・上位・高価格に位置するビールは日本と同様に「プレミアムビール」や「プレミアム（Premium）」「プレミア（Premier）ビール」「スーパープレミアムビール」などに分類されている場合もある。商品銘柄として青島ビール極品、ギネス、ハイネケンなどがある。

## 日本における状況
日本において、プレミアムビールは一般的に高額かつ高品質であるため、定番商品と比べると贅沢品、嗜好品の面が強い。消費状況は、日常的に飲むのではなく週末や記念日、あるいはハレの日（祝い事）などの特別なシーンで飲まれることが多く、飲用イメージも褒賞や来客用と特別なビールとする傾向がある。また、歳暮・中元などの贈り物としても需要があり、もらって嬉しい物や贈り物向き商品として高い支持がある。
公正取引委員会と消費者庁が認定するビールに関する公正競争規約「ビールの表示に関する公正競争規約」にもプレミアムビールに関する規定はない。
日本地ビール協会がメールマガジン会員に対して行ったアンケートで「レギュラービールとプレミアムビールの違いを具体的にどこで判断するか?」の質問に対し、「メーカーがプレミアムとして販売したものがプレミアムビール」との回答が1位となっている。

### 歴史
日本では、ビール自体が高級品扱いの時代が長期間続いていたが、昭和30〜40年代に高度経済成長が進展するに連れて大衆化が進み、庶民が飲む一般的な酒へと変移した。そのような背景もあり昭和時代後期の高級ビール市場にて該当する商品はサッポロ「ヱビスビール」のみで1971年の再発売以降、1990年代初期までは競合商品が無く寡占状態であった。ヱビス（≒サッポロ）は再発売2年目の1972年に210万箱を達成など好調に推移した時期もあったが、1980年代は需要減により低迷期が続いた。そんな状況であったが、1986年にデザイン変更や生ビール化を行い、1988年には漫画「美味しんぼ」の「五十年目の味覚（後編）」（単行本第16巻）で取り上げられたことなどが契機となり、売上が回復し徐々に伸びていった。1990年前後から、この動きを見た同業他社が新商品各種で参入、キリン「キリンプレミアムビール」、アサヒ「アサヒスーパープレミアム〈特撰素材〉」、サントリー「ビア吟生」「モルツ スーパープレミアム」などプレミアムビールに分類される商品が発売されたが、結果的にヱビスが売上を伸ばし、他の商品は決め手に欠き早々に終了・縮小していった。一部では、この事例が発生した1990年代前半を「第一次プレミアムビール競争」と表現している。
1993年、キリンはフルライン戦略を進展させ、生産技術上の理由から首都圏のヘビーユーザー向けとした地域限定商品「ブラウマイスター」を発売してプレミアムビール市場に再参入。1994年からヱビスはプロモーション戦略の強化を進め、前田吟出演のテレビCM開始や積極的に飲食店へ商品・ポスター・POPを提供するなどの活動を展開し、ヱビスの認知度やプレミアムなイメージが向上した効果により、1996年の売上は1994年比で2倍強と大きく伸びた。1997年、キリンは「ブラウマイスター」の技術が大量生産化に対応可能となったことで、全国展開のプレミアムビール「ビール職人」を発売し、同年4月にはヱビスを僅かながら上回る売上を達成した。しかし、ビール職人の躍進は長くは続かず、キリンはヱビスが強いプレミアムビール市場よりも当時発展途上で急成長していた発泡酒市場に重点注力する方針を採ったことで、再びヱビスの一人勝ち状態に戻った。一部では、この事例が発生した1990年代後半を「第二次プレミアムビール競争」と表現している。
2000年前後のプレミアムビール市場はヱビスが先駆者利益を活かして強固な立場を築き、「プレミアムビールといえばヱビスビール」の構図が出来上がっていた。これに対し他社は新製品発売を繰り返したり、以前発売した商品を地道に継続する状況となっており、キリン「ビール職人」（継続）、サントリー「モルツ スーパープレミアム」（継続、2001年4月17日に缶・中瓶の通年発売化）、アサヒ「富士山」（新商品）などあったが、当時勢いのあった発泡酒の影に隠れた存在となっていた。
各社が競い合った発泡酒市場も2000年代中盤には成長が一息つきたことや、2003年の酒税法改正により販売規制が大幅に緩和されたことでコンビニエンスストアが酒販売の積極的意欲、流通側からメリハリのある商品構成として発泡酒・通常のビール以外にも利益率が高いプレミアムビールを扱いたい意向などの要因により、新商品が求められ展開しやすい状況であった。そこで新たなプレミアムビールを開発することになり、明確な特徴や理由付けとして、通常商品で行う酵母やタンパク成分を濾過処理をせずに冷蔵が必要なチルドタイプを採用し、容器は主に瓶が使用され高級感を持たせた。チルドビールの流通はチルド配送技術のあるコンビニ流通システムを利用したり、酒類卸でも対応が求められ冷蔵倉庫やチルド配送車を用意したり代行業者に委託するなどの仕組みが整えられた。商品として、キリン「まろやか酵母」「ラテスタウト」「豊潤」、アサヒ「こだわりの極」、サントリー「スーパープレミアムモルツ」、サッポロ「ピルスナープレミア」などが発売され主にセブン-イレブンなどのコンビニに置かれ、メーカー側と流通側が共同開発・チルド・無濾過・瓶入りなどの付加価値部分をプレミアムビールの証明と特徴付け、チルドビール市場の創造・拡大を図った。しかし、チルドビール市場は意図した結果が得られず、2004年は赤字市場と指摘されており、各社商品構成の縮小傾向などの要因から、市場成長が伸び悩み退潮傾向となった。一部では、この事例が発生した2000年代前半を「第三次プレミアムビール競争」と表現している。
2000年代中盤においてビール類全体の市場が縮小する中でも成長が続いているカテゴリーがあり、価格が安い第三のビールと、プレミアムビールは味わいのあるビールを求める人が着実に増えていることから、各社は「消費の二極化」に対応した新商品を投入している。2005年にはキリン「ゴールデンホップ」、アサヒ「スーパーイースト　刻刻（こくこく）の生ビール」を、2007年にはキリン「ニッポンプレミアム」、アサヒ「プライムタイム」を発売した。ただ、キリンとアサヒには代表的な定番ブランド「キリン一番搾り生ビール」「キリンラガービール」「アサヒスーパードライ」が存在し、プレミアムビールが確固たるカテゴリーとして認識・定着した場合、相対的に定番ブランドがワンランク下と解釈される懸念があることや、爽快な飲み口を特徴とする商品が主体の両社はじっくりゆっくり飲む感覚とされるプレミアムビールの立場と特徴を考慮すると、大々的で積極的な販促活動を行いにくい社内事情もあり、プレミアムビールにおけるシェアは両社合わせても10%台（2008年、日経POSデータ調べ）に留まっている。
サントリーは2003年5月20日に「モルツ スーパープレミアム」を「ザ・プレミアム・モルツ」に名称変更して発売。当初は濃く苦味が強調された飲み味が受け入れられず苦戦していたが、2005年7月にモンドセレクションで日本国産ビール製品初の最高金賞を受賞したことが発端となり、販売が急増して製造が追いつかず、一時販売を休止するほどの人気となり、同年中はこの話題を活かした展開を行った。2006年には「最高金賞のビールで最高の週末を」のキャッチコピーで特別な日以外の飲用時期を提案したことや、2007年には飲食店などの業務店に重点を置いた展開を行い売上が前年比7割増になった。ザ・プレミアム・モルツが急成長して危機感を抱いたサッポロビールは2006年からヱビスブランドのテコ入れに着手し、同年10月にはヱビスブランド戦略部を立ち上げて「ヱビス」の名を冠した商品を複数販売する展開を始めた。販売数量において2008年にはプレミアム・モルツが初めてヱビスを抜いて首位となり、2009年も引き続きプレミアム・モルツが首位を維持した。一部では、この事例が発生した2000年代後半以降を「第四次プレミアムビール競争」と表現している。
2010年代初期においてプレミアムビール市場はプレミアム・モルツとヱビスが二分した状態で、両銘柄のシェア争いが一段と激化した状態となっている。

### 銘柄
※ ★は現行商品、(業)は業務用専売商品
ヱビスビール（サッポロビール）★
プレミアムビールの代表。映画『第三の男』のテーマを用いたCMで知られる。
サッポロエーデルピルス（サッポロビール）★(業)
1987年に販売開始されるが、1989年に瓶、1990年には缶の販売を終了。以降は業務用樽のみの生産となっていた。ファインアロマホップを3倍 (サッポロビール社比)、麦芽100%を原料とする。2007年にはインターネットで限定販売され、2008年には同年7月から数量限定で一般販売されることが発表された。
ザ・プレミアム・モルツ（サントリー）★
2005年、2006年、2007年モンドセレクション最高金賞連続受賞（日本のビールとしては初めて）。
アサヒ熟撰（アサヒビール）★
味を重視した結果、あえて味そのものに複雑な広がりを持たせる意味合いで麦芽100%を避けて、米やコーン、（ジャガイモ由来の）スターチなどの副原料を活用した（これは後述の「食彩」や「キリンブラウマイスター」も同じ事がいえる）ブレンデッド生ビール。当初は原則として量販店での店頭販売は行っておらず（瓶製品を扱う店舗でごくわずかに販売）、飲食店向けのみの供給となっていたが、2008年3月11日より一般向けの缶入りが発売された。缶は2013年3月頃にレギュラー商品としての製造を終了して（その後も時期によりコンビニエンスストア限定で製造・販売する場合あり）、通常は瓶と飲食店向け樽生のみの販売となった。
花鳥風月（アサヒビール）
2021年10月5日より発売された東北6県（福島県・宮城県・山形県・秋田県・岩手県・青森県）限定の麦芽100%プレミアム生ビール（プレスリリース・2021年9月28日）であり、同社が発売する本格的な麦芽100%のプレミアム生ビールとしては先述の2009年に製造・出荷終了となったアサヒプライムタイム以来、約12年ぶりの投入となった。「じっくり丁寧に造られた、和のプレミアム」をコンセプトとし、国産麦芽とアロマホップを100％使用するとともに上面発酵酵母を用いて醸造。厳選した原料で、じっくり丁寧に醸造する「吟醸づくり」により、華やかで心地よい吟醸香と味わい深い芳醇なコクを実現した。2022年10月には初の改良を実施しており、醸造の仕込みを見直すことで更に芳醇な味わいを実現した。350ml缶・500ml缶のみの商品ラインアップで福島工場で製造された。アルコール度数は5.5%。先述の通り基本的に東北地区限定のレギュラー商品だが、例外的にお中元・お歳暮用を前提としたギフトセットに限り全国発売された。しかし東北地方限定商品であっても発売当初から他社の麦芽100％プレミアムビール（ヱビスビール、ザ・プレミアム・モルツ等）の販売シェアには太刀打ちすることができず、2023年12月を以てそのまま製造・出荷終了し、2024年3月までに後述する全国向け商品となるプレミアムブレンデッドビールの「アサヒ食彩」に統合される形で販売終了。これにより事実上、レギュラービール・プレミアムビールを問わず、同社の個人向けビールのラインアップから麦芽100%ビールが完全消滅することとなった。
アサヒ食彩（アサヒビール）★
2023年7月11日に発売開始。当初は全国コンビニエンスストア、および公共交通機関系コンビニエンスストア限定商品となっていたが、あまりにも好評だったため2024年3月5日のリニューアルに伴い、全国のコンビニ以外の店舗（スーパーマーケット、デパート、ディスカウントストア等）へ販路拡大となった。同社の既存商品のアサヒスーパードライ 生ジョッキ缶、およびアサヒドライゼロ 生ジョッキ缶と同様のフルオープンタイプのプルタブを採用。アルコール度数は5.5%でフランス産希少ホップの華やかな香りとラグジュアリー醸造による濃厚且つ上質なコクを実現している。
キリンブラウマイスター（キリンビール）
1993年発売。当初は飲食店向けの樽ビールのみを販売していたが、2005年・2006年に期間限定で缶を限定発売して好評だったため、2006年11月22日から量販店における缶の通年販売を開始することになった。容器によって製造方法が異なり、飲食店向けの樽詰めビールおよび数量限定販売による量販店向けのミニ樽（1.3ℓ）ビールは非熱処理の生ビール、個人向けの缶ビール（350ml、500ml）は同社の「クラシックラガー」、および「秋味」、「キリン ザ・ゴールド」、「スプリングバレー」（2021年より発売開始）、「一番搾り 糖質ゼロ」（2022年8月以降の製品）、「キリンビール 晴れ風」（2024年より発売開始）、そして後述の「ニッポンプレミアム」同様、熱処理醸造ビールとなっていた。後に後述するギフトセット専売商品の「一番搾り プレミアム」に統合される形でそのまま販売終了となった。
ハートランドビール（キリンビール）★
1986年発売とブラウマイスターよりも歴史は長いが、現在は瓶のみの販売のため知名度は低い。六本木ヒルズ内に同ブランドのコンセプトバーがあった。
ニッポンプレミアム（キリンビール）
関東、九州産の大麦麦芽と岩手、秋田、山形産のホップを使用した純国産の原材料にこだわった熱処理醸造による麦芽100パーセントのオールモルトビール。アルコール度数は5.5パーセントで麦芽に含まれるアミノ酸は同社の既存のビールのおよそ2倍。ラインアップは缶（350ml・500ml）および中瓶（500ml）。2007年7月11日発売。
一番搾り プレミアム（キリンビール）★
2018年よりギフトセット専売商品として発売開始。第一等東北産ホップ「IBUKI」を使用した麦芽100パーセントのプレミアムオールモルト生ビール。アルコール度数は5.5パーセント。
チルドビール、およびクラフトビール
ザ・プレミアム無濾過〈リッチテイスト〉（キリンビール）などに見られる小売店まで冷蔵配送されるチルドビール、およびスプリングバレー（キリンビール）やTOKYO隅田川ブルーイング（アサヒビール）、東京クラフト（サントリー）などに見られるクラフトビールもプレミアムビールの一角をなしている。

## 日本国外における状況

### 銘柄
ビア・シン（ブンロート・ブリュワリー）
タイ王国で1933年から製造されているビール。